# Marta & Eva
Marta & Eva è una serie televisiva italiana del 2021, diretta da Claudio Norza.

## Trama
Marta è una pattinatrice sul ghiaccio quattordicenne il cui vero sogno è la musica. Eva è una talentuosa cantante quattordicenne che sogna di pattinare sul ghiaccio. L'amicizia che nasce tra le due farà si che entrambe possano realizzare il loro sogno.

## Personaggi

### Personaggi principali
- Marta, interpretata da Giulia Fazzini
Pattinatrice sul ghiaccio di 14 anni, il cui vero sogno è la musica. La sua allenatrice è sua madre.
- Eva, interpretata da Audrey Mballa
 Cantante di 14 anni con un grande talento ma anche un sogno nascosto: fare la pattinatrice sul ghiaccio. È la figlia del custode del palazzetto del ghiaccio.
- Sofia, interpretata da Giulia D’Aloia
 Migliore amica di Marta appassionata di ecologia.
- Andrea, interpretato da Simone Secce
Ragazzo che lavora come deejay al palazzetto del ghiaccio.
- Jacopo, interpretato da Lorenzo Dellapasqua Ragazzo preso in giro per avere il padre ricco si innamorerà di Eva, fa una sorta di deejay.
- Ugo, interpretato da Mattias Sohl
 Il bullo della scuola. Tormenta Jacopo perché lo ritiene un privilegiato ad avere un padre ricco.
- Hari, interpretato da Rimau Grillo Ritzberger
 Ragazzo di origini indiane appena trasferitosi da Londra.
- Giorgia, interpretata da Aysha Sulla
 Rivale di Marta, che poi non sarà poi tanto Rivale...
- Sara, interpretata da Marta Losito
- Luca, interpretato da Simone Di Scioscio Ragazzo molto talentuoso al mosquito ha smesso di andare a scuola per lavorare in un'officina e poi cambierà (sia lavoro sia quando incontra Marta).
- Laura, interpretata da Ludovica Longhini migliore amica di Giorgia.

### Personaggi secondari
- Camilla, interpretata da Giorgia Würth
 Madre ed allenatrice di Marta.
- Ben, interpretato da Sidy Diop
 Padre di Eva, è il custode del palazzetto del ghiaccio e fa il maestro di canto al mosquito.

## Episodi
| Stagione         | Episodi | Prima TV |
| ---------------- | ------- | -------- |
| Prima stagione   | 20      | 2021     |
| Seconda stagione | 20      | 2022     |